# Čaj
Čáj je brezalkoholna pijača, ki vsebuje tein. Je poparek, ki ga pripravimo s prelitjem posušenih listov ali popkov grma čajevca (Camellia sinensis) z vrelo vodo. Kot dodatek lahko čaj vsebuje tudi druga zelišča, začimbe ali sadne okuse.
Beseda čaj se v slovenščini uporablja za katerikoli poparek iz sadja ali zelišč. Tako poznamo kamiličnega, šipkovega in mnoge druge čaje. Za čaj iz listov čajevca se uporablja izraz pravi čaj, za ostale pa ustrezno zeliščni ali sadni čaj. Ta članek govori o pravem čaju.
Beseda čaj izvira iz kitajske besede cha. V nekaterih kitajskih pokrajinah se beseda izgovori kot t'e, kar se je preneslo tudi v mnogo drugih jezikov: tea (angleščina), te' (italijanščina, tee (nemščina). Čajevec večinoma raste na Kitajskem, v Indiji, Bangladešu, Pakistanu, Republiki Koreji, na Šrilanki, Tajvanu, v Indoneziji, Nepalu, v Avstraliji, Argentini, Rusiji in Keniji. V trgovini s čajem sta še vedno v uporabi stari imeni za Šrilanko in Tajvan - Cejlon in Formoza. 

## Etimologija
Za poparek čajevčevih listov poznamo le dve besedni različici. Obe izvirata s Kitajske in se zapišeta z isto pismenko, ki se na severovzhodu Kitajske izgovarja chá [ča] (narečja poznajo še različice ća, ćha, cha), na jugu pa té oz. tay [tæj]. V severnokitajskih narečjih se namreč listom čajevca reče chá yè, iz česar je bilo v 7. stoletju izpeljano tudi cha; prej se je za grenki poparek listov rabil izraz t'u. Danes je beseda cha splošno razširjena na Japonskem, v večini Kitajske, na indijski podcelini in v zahodni Aziji. Ker so Rusi čaj uvažali s severovzhodne Kitajske (s tatarsko-altajskim posredništvom), so prevzeli besedico ča kot čaj (z dodano perzijsko pripono -yi), Nizozemci pa so prevzeli južni tej kot tee in s trgovino se je ta izraz razširil v germanskih (nem. Tee, ang. tea, dan. te, šved. te), romanskih (frc. thé, it. tè, šp. té, kat. te) in drugih jezikih (fin. tee, mag. tea). Slovenščina in češčina sta najzahodnejša evropska jezika z besedo čaj, Poljaki zanjo uporabljajo besedo herbata (vendar poznajo izraz czajnik za čajnik). Vendar se je beseda cha uporabljala tudi v Macau, zato so jo v Evropo širili zlasti Portugalci. V več jezikih so v določenem obdobju obe različici - cha in tay - sobivali, kasneje pa je prevladala ena ali pa sta se pomensko razločili.
V slovenščini se je beseda čaj pojavila šele v 19. stoletju, a je že razmeroma zgodaj pridobila splošnejši pomen zeliščnega poparka. Tako v Novicah že leta 1844 zasledimo ajbišev (slezov) čaj, v Umnem kmetovanju in gospodarstvu iz leta 1854 pa kamilični čaj, se je pa za zeliščne poparke pogosto rabila le beseda voda z ustreznim pridevkom, npr. žajbljeva voda; podobno velja za besedo zvarek. Prvotno sta bili v slovenščini obe različici - čaj in tej/te - enakovredni, zato so se pojavljale skupaj (dvojna formula), npr. v prevodu romana Robinson mlajši iz leta 1849: »Davali so mi kavo ino čaj — tej, pivo ino vino piti«. V knjižnem jeziku se je v duhu vseslovanske vzajemnosti in naklonjenosti Rusiji uveljavila beseda čaj, tej oz. te pa se je uporabljal do 20. stoletja v izogib dvoumnosti. Za pomen pravi čaj so rabili izraz ruski čaj, če je prišel v Evropo po kopnem, ali holandski (holanški, holandeški) čaj, če so ga Nizozemci pritovorili z ladjami.

## Zgodovina
Predvideva se, da je prvotna domovina čajevca Indija, od koder naj bi se razširil na Kitajsko ok. 2700 let pr. n. št. V 8. stoletju je dosegel Japonsko, 1567 Rusijo, 1610 Nizozemsko, 1644 Anglijo, v 18. stoletju se je razširil še v Severno Ameriko in nato v Avstralijo. V srednjeevropskem prostoru je ruski čaj veljal za kakovostnejšega, saj naj bi vlažen morski zrak in sol čaju škodovala. 
 
Čaj se pije na najrazličnejše načine sam ali z dodatki. Na Daljnem vzhodu običajno pijejo zeleni čaj brez dodatkov. V Tibetu pijejo čaj z jakovim maslom in soljo. V severni Afriki čaju dodajo metine liste (maroški metin čaj). V Evropi so mu dodajali sladkor, mleko, limono, rum, rdeče vino, cimet, vanilijo in še druge dišave. Za črni čaj na Zahodu še danes velja, da se pije s sladkorjem in limono ali pa z mlekom. V Angliji naj bi se pitje čaja z mlekom razširilo kot posledica strahu, da bi krhki porcelan ob stiku z vročo vodo napokal ali pa da bi čaj na stenah skodelice pustil temne sledi, zato so najprej nalili hladnega mleka, nato pa dodali čaj. Sčasoma je mleko postalo nepogrešljiv dodatek.

## Pridelovanje
Največje pridelovalke čaja so Indija, Japonska in Ljudska republika Kitajska, s pestro ponudbo različnih vrst (Lung Ching, Lu Mu Dan, Gunpowder, Shui-Hsien idr.).
Čajevec je zimzelena grmičasta rastlina, ki gojena navadno ne presega višine dveh metrov.  Liste, ki jih kasneje posušijo, obirajo trikrat letno. Čas obiranja je odvisen od geografske širine in nadmorske višine, načeloma pa je to aprila, v začetku poletja in nato še sredi jeseni. Ročno navadno osmukajo le popek in dva lista pod njim, po kitajsko imenovana pekoe 'spodnja'. Izraz pekoe oz. pecco se danes uporablja tudi za oznako velikosti listov ter njihovo kakovost. V posebnih velikih košarah liste znosijo v obdelovalnice, ki so po navadi v bližini plantaž. Tam listje razprostrejo na lesene pladnje in jih sušijo, dokler ne izgubijo ok. polovico vlage. Tedaj jih ročno ali strojno zvijejo, kar ima dvojni namen: pri zvijanju se poškodujejo celice in sprostijo encimi, ki ob kisiku pospešijo fermentacijo, hkrati pa zviti listi delujejo okrasno in posnemajo tradicionalne liste kitajskega čaja. Fermentacija poteka pri 27 °C, prekinejo jo s polurnim dovodom toplega zraka pri uravnavani temperaturi. Nato dobljene liste presejejo, da dobijo zlomljene in majhne liste ter cele liste; oboje liste rešetajo še naprej, da pri listih dobijo tri velikostne stopnje (pekoe), pri zlomljenih oz. majhnih listih pa še več. Čaj iz celih listov ima blažji okus, iz zlomljenih pa je temnejši in močnejši. Za 450 g črnega čaja potrebujemo ok. 2 kg svežih listov. Aroma čaja je odvisna od kraja gojenja, časa obiranja, starosti oz. velikosti obranih listov in obdelave. 
Glede na postopek obdelave ločimo štiri glavne vrste čaja. Listi čajevca začnejo, če jih po trganju ne posušimo hitro, kmalu veneti in oksidirati. Med obdelavo razpada klorofil, sproščajo pa se tanini. 
Vrste čaja razlikujemo glede na stopnjo oksidacije listov.
1. črni čaj - najobičajnejši čaj v zahodnih državah. Listi so znatno oksidirani, čaj je jantarne barve in močnega okusa.
2. zeleni čaj - postopek oksidacije je kmalu ustavljen s toploto. Čaj je rumenkasto zelen in bolj grenkega okusa.
3. oolong - oksidacija traja dlje kot pri zelenem, a manj kot pri črnem čaju. Ima nežno aromo, navadno poplemeniteno z jasminovimi cvetovi. Razširjen je na Kitajskem, Tajvanu in Japonskem.
4. beli čaj - sestavljajo ga mladi, neoksidirani listi (popki). Na Zahodu je manj znan.

## Uporaba
Danes je že zelo razširjena uporaba čaja v filtrskih vrečkah, saj je enostavna in hitra, primerna za dom. Čajne vrečke pogosto polnijo s strojno rezanimi listi, t. i. hitro rezanimi listi, ker se hitreje skuhajo in sprostijo okus. Večina čajev, ki so v prodaji na Zahodu, je mešanic. Pomen tega je predvsem v trajnem ohranjanju enotnega okusa čaja ter v nižji ceni, saj naj bi z okusom boljšega čaja prikrili slabši okus cenejšega. Različne vrste iz raznih pokrajin lahko mešajo v proizvodnjah, za nekatere vrste čaja pa se to stori že na plantažah (npr. Asam). Čaj se hitro navzame druge arome, zato lahko pri prevažanju oz. skladiščenju nastajajo težave. Dobra stran tega pa so seveda različne variacije čaja z dodanimi aromami (vanilija, sadje, jasmin ipd.)
Za pripravo ledenega čaja in čajnega punča je najprimernejši cejlonski čaj, saj ne pomotni.
Z uspehom se ne morejo pohvaliti povsod, kjer so začeli gojiti čajevec. Vendar na Zemlji ni celine, kjer ne bi imeli vsaj nekaj izkušenj s pridelavo čaja, odkar so začeli z masovno proizvodnjo na Šrilanki in v Indiji. Ker je čaj bil in je še zdaj ena najbolj iskanih in tržno zanimivih vrst blaga, se je povsod tam, kjer so dane ustrezne naravne razmere za pridelavo čaja, ta močno razmahnila.
Indija: je največja proizvajalka čaja na svetu, premore pa zelo različne vrste čaja, zato ne moremo govoriti kar o „indijskem čaju“. Čaji z različnih območij Indije se med seboj močno razlikujejo, zato moramo dobro vedeti, od kod čaj izhaja, da ga lahko pravilno vrednotimo. V severovzhodni Indiji, ob vznožju Himalaje, se širi znano pridelovalno območje Dardžiling. Prvo obiranje ali first flush Dardžilinga se tu začne marca. Aroma tega čaja je prijetna, značilna in nezamenljiva, razvije pa se lahko le, če se pri pripravi čaja uporabi mehka voda. Poletno obiranje ali second flush daje čaj z več barve ter močnejšim in bolj grobim okusom. Jesenski čaji ali autumnals pa so obrani v oktobru in imajo rjave liste, fino aromo ter malo čreslovin. V vzhodni Indiji leži Assam, največje in najbolj sklenjeno območje za pridelavo čaja na svetu. Tu čajni grmi rastejo na posebno rodovitni zemlji izkrčenega pragozda. Čaj, ki uspeva v tem predelu, je polnega okusa in zelo dišeč.
Šrilanka: Tu obstajajo tri velika pridelovalna območja: Uva – okrožje na vzhodu; območje Dimbula na zahodu in tam, kjer se obe področji stikata, to je višavje Nuwara Eliya na nadmorski višini 2000 do 2500 metrov, kjer rastejo najboljši in najbolj aromatični cejlonski čaji. Od vseh treh pridelovalnih območij ima najbolj stalno klimo višavje Nuwara Eliya. Poleti tu pridelajo dobre čaje, v zimskih mesecih, od januarja do marca, pa čaje vrhunske kakovosti. Zanimivo je, da so čaj na Šrilanko prinesli šele pred dobrimi 100 leti. Pred tem je bila Šrilanka ena največjih pridelovalk kave na svetu, takoj za Brazilijo, vendar so bili kavni nasadi tu uničeni zaradi kavne podgane, ki je najprej obžrla liste in cvetove, pozneje pa cele grme in s tem počasi uničila praktično celo industrijo.
Kitajska: je zdaj druga največja pridelovalka čaja na svetu, ker pa je Kitajcem čaj najpomembnejša pijača in so najštevilnejše ljudstvo na svetu, ostane za izvoz le malo pridelka. Kljub temu pa je mogoče tudi v Evropi kupiti izbrane in kvalitetne vrste kitajskih čajev, kot je na primer znana vrsta dimljenih čajev Lapsang Souchong, ki dobi svoj poseben okus med sušenjem na odprtem ognju, pa vse do klasičnih aromatiziranih čajev.
Japonska: Je prav tako ena izmed vodilnih držav v svetu po pridelavi čaja. Japonsko strojno obiranje čaja se razlikuje od obiranja čaja drugod po svetu, zato se tudi plantaže čaja na Japonskem razlikujejo od tistih v drugih delih sveta. Medtem ko je v večini držav, ki pridelujejo čaj, del proizvodnje še vedno ročne, je japonska čajna industrija mehanizirana skozi celoten proces – od obiranja, valjanja, fermentiranja, sušenja, sortiranja ter pakiranja čajev. Ročno obiranje in pridelava se uporabljata samo še pri pridobivanju najdražjih Gyokuro in Kariganes čajev. Japonski čajni nasadi se vsi nahajajo v hribovitem delu države v bližini rek, potokov in jezer, kjer je klima meglena in vlažna, vročina sonca pa zaradi hladnejših, meglenih juter ni tako izrazita. Obiranje čaja se začne konec aprila, večina japonske proizvodnje pa je usmerjene v pridelavo zelenih čajev.
Indonezija: Tu čaj pridelujejo na dveh največjih otokih, na Javi in Sumatri. Po pridelani količini čaja je ta otoška država na petem mestu v svetovnem merilu. Na Javi so čajevec vpeljali v začetku 19. stoletja, ko so posadili prve sadike iz Japonske, na Sumatri pa so čaj začeli gojiti šele v 20. stoletju. Čaji s Sumatre dajejo močne napitke, ki so podobne asamskim čajem, čaj z Jave pa je bolj podoben cejlonskim čajem.
Kenija: Tudi v vzhodni Afriki je pridelava čaja pomembna gospodarska dejavnost. Čajne grme so sem prinesli Angleži, saj je bila Kenija angleška kolonija. Po drugi svetovni vojni so okrog Viktorijinega jezera uredili številne velike plantaže. Te so še danes v lasti Angležev, pridelujejo pa večinoma zdrobljeni čaj, ki prevladuje v angleški porabi. Posebno izbrane vrhunske sorte čaja s kenijskega višavja se lahko vedno primerjajo s čaji zelo dobre kvalitete iz Šrilanke ali Jave.
Rusija: Tudi v tej državi popijejo veliko čaja in prav tako imajo svoje plantaže. Čaj pridelujejo v subtropskih delih Kavkaza (Gruzija) in skoraj vsega porabijo doma. Zelo znana je t. i. ruska čajna mešanica, pripravljena iz različnih vrst čajev srednje kakovosti, ki jo tudi v naših trgovinah dobimo v filtrskih vrečkah z oznako „ruski čaj“.
Argentina: Spada med novejše proizvajalke čaja. S pridelavo so sicer pričeli že kmalu v 20. stoletju, vendar se je ta močno povečala šele po letu 1954.
Brazilija: Tu so čaj začeli pridelovati že leta 1810, njegovo gojenje pa na žalost ni izpolnilo obetov. Pridelovanje čaja je sedaj sicer oživljeno in trdno v rokah Japoncev, vendar pa pridelava čaja v Braziliji ni velika in nima pomembnega deleža v svetovni proizvodnji, kajti Brazilci so bolj znani po pridelovanju in pitju kave, ki je pridelajo več z manj truda.
Turčija in Iran: Ti dve državi sicer pridelata nekaj čaja, vendar ga skoraj vsega porabita sami.
Tajvan: Tu pridelujejo čaj po kitajskem načinu, izvažajo pa predvsem zeleni in polfermentirani oolong čaj.
Ena glavnih sestavin čaja so katehini, vrsta antioksidantov, ki jih je v svežih listih kar 30 % teže. Najvišji odstotek katehinov je v zelenem in belem čaju, črni čaj pa jih zaradi daljšega sušenja (oksidacije) vsebuje manj. Pomembna sestavina je kofein (3 %); skodelica čaja (250 ml) vsebuje okoli 30–90 mg odvisno od vrste, pridelovalca ter mešanice. V čaju sta tudi teobromin in teofilin, ki imata podobno kot kofein poživljajoč učinek. Posebno teobromin deluje stimulativno, saj učinkuje dlje časa kot kofein ter izboljšuje voljo. Ostale sestavine so fluorid (preprečuje karies) in vitamini (zaradi pomanjkanja le-teh so v preteklosti čaj veliko uporabljali tudi kitajski pomorščaki).